# Salammbô

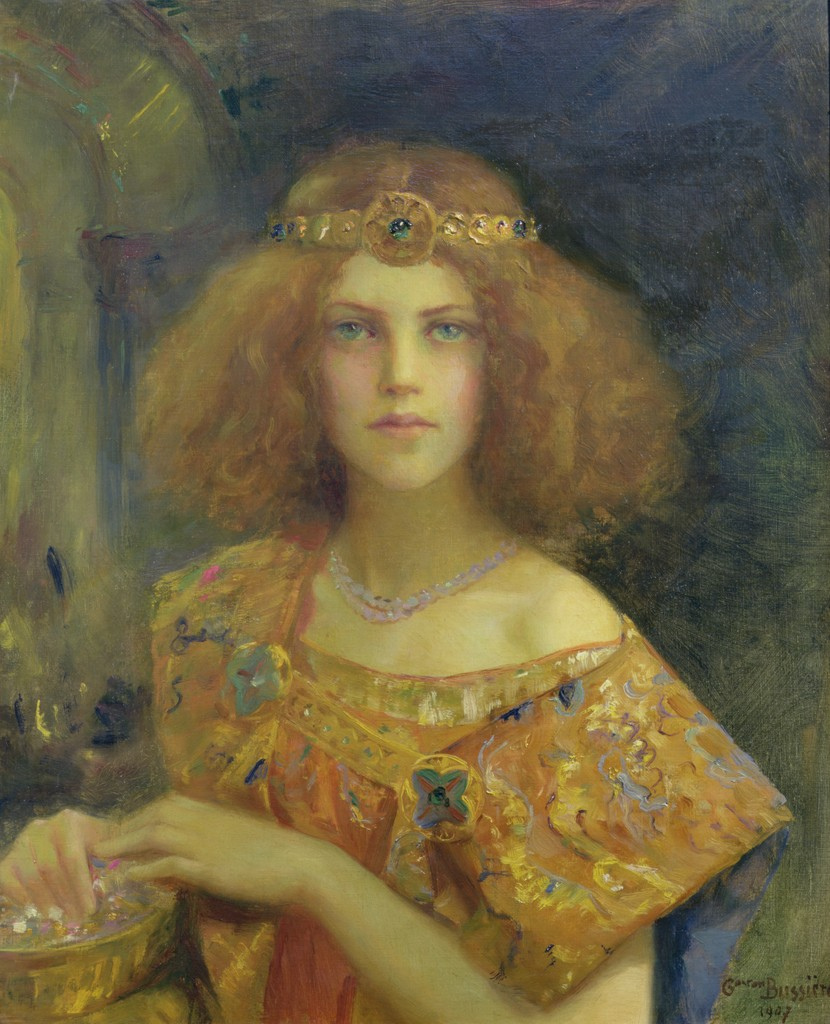
Salammbô målad av Gaston Bussière, 1907.

För operan av Modest Musorgskij, se Salammbô.
Salammbô är en roman från 1862 av den franske författaren Gustave Flaubert. Den utspelar sig i Karthago omedelbart efter första puniska kriget, när staden är belägrad av legosoldater som kräver sin lön. En av legosoldaternas ledare är förälskad i den karthagiska prästinnan Salammbô, och låter stjäla stadens heliga slöja för att tvinga henne att bege sig in på legosoldaternas område.
Flaubert studerade det antika Kartago under flera års tid för att kunna skriva boken. Hans huvudsakliga historiska källa var Historiai av den grekiske historikern Polybios.
Salammbô gavs ut på svenska första gången 1885. Den senaste nyöversättningen är Ulf Malméns från 1965. Boken blev en stor försäljningsframgång och har givit upphov till ett flertal operor, filmatiseringar och andra bearbetningar.